# Великоєлховське сільське поселення
Вели́коєлхо́вське сільське поселення (рос. Большеелховское сельское поселение) — муніципальне утворення у складі Лямбірського району Мордовії, Росія. Адміністративний центр — село Велика Єлховка.

## Населення
Населення — 4097 осіб (2019, 4283 у 2010, 4190 у 2002).

## Склад
До складу поселення входять такі населені пункти:
| Населений пункт        | Населення, осіб (2002) | Населення, осіб (2010) |
| ---------------------- | ---------------------- | ---------------------- |
| Велика Єлховка, село   | 4114                   | 4171                   |
| Мала Єлховка, присілок | 76                     | 112                    |